# Dix jours qui ébranlèrent le monde
Ne doit pas être confondu avec Les Derniers Jours du monde.
Dix jours qui ébranlèrent le monde (titre original : Ten Days that Shook the World) est un livre de John Reed publié en 1919 racontant la prise du pouvoir en Russie par les Bolcheviks sous la direction de Lénine.
John Silas Reed, journaliste et socialiste américain, fut témoin de la Révolution russe de 1917 en Russie. John Reed meurt en 1920, peu de temps après la publication de son livre. Il est à ce jour le seul Américain à être enterré au Kremlin à Moscou, un site réservé aux plus éminents des dirigeants soviétiques. À la suite de la montée du stalinisme en Russie, Joseph Staline exprime son désaccord avec beaucoup de points contenus dans Ten Days that Shook the World, particulièrement les parties concernant Léon Trotski, le concurrent de Staline. Le livre montre Trotski comme le héros de la Révolution et ne mentionne Staline que deux fois, dans des listes de noms. Conséquemment, le livre de Reed fut banni par Staline, tout comme les travaux de Trotski.

## Préface de Lénine
À la suite de la publication, Lénine lui-même en recommanda la lecture, écrivant en 1920 : « Voici un ouvrage que j'aimerais voir imprimer à des millions d'exemplaires et traduit en toutes langues, car il décrit de manière véridique et extraordinairement vivante des événements d'une importance considérable pour l'intelligence de ce qu'est la révolution prolétarienne, de ce qu'est la dictature du prolétariat. »

## Citation
« Ce n'est pas un compromis avec les classes possédantes ou avec des politiciens, ni un effort de conciliation avec l'ancien appareil d'État qui a porté les bolchéviks au pouvoir. Ils ne l'ont pas conquis davantage par la violence organisée d'une petite clique. Si, dans toute la Russie, les masses n'avaient pas été prêtes à s'insurger, l'insurrection aurait échoué. Le succès des bolchéviks n'a qu'une seule explication : ils ont réalisé les vastes et simples aspirations des plus larges couches du peuple qu'ils appelèrent à démanteler et à détruire le monde ancien pour entreprendre ensuite, tous ensemble, dans la fumée des ruines écroulées, l'édification de la charpente d'un monde nouveau. »